# خطة فرنسا لغزو بريطانيا (1759)
خطط الفرنسيون لغزو بريطانيا العظمى في عام 1759 خلال حرب السنوات السبع، ولكن تلك الخطة قُتلت في مهدها نظرًا لعدة عوامل من أهمها هزيمة الفرنسيين في عدة معارك بحرية مثل معركة لاغوس ومعركة الكرادلة. خطط الفرنسيون لإنزال 100,000 جندي فرنسي على شواطئ بريطانيا لمنع التدخل البريطاني في الحرب. كانت تلك الخطة من ضمن عدة محاولات فرنسية فاشلة في القرن الثامن عشر لغزو بريطانيا.

## خلفية
انتهت حرب الخلافة النمساوية في عام 1748 بمعاهدة إكس لا شابيل. إلا أن جميع أطراف المعاهدة لم ترضى بنتائجها، لا سيما فرنسا التي نعتت تلك المعاهدة بالغباء. سعت ماريا تيريزا النمساوية إلى التحالف مع أي طرف يمكنها من استعادة سيليزيا بعد خسارتها لصالح بروسيا. أدت تلك الظروف بالنمسا إلى عقد تحالف دبلوماسي غير مسبوق مع فرنسا. رحبت فرنسا بفكرة التحالف مع عدوها التاريخي لأن المجلس الملكي الفرنسي ظن حينها أن هذا التحالف سوف يمكن فرنسا من تركيز جهودها لمحاربة بريطانيا العظمى في الحروب المقبلة. وفي المقابل تحالفت بروسيا (التي أضحت قوة جديدة بارزة في أوروبا بعد الحرب) مع عدوها السابق، بريطانيا العظمى. وبحلول عام 1755 دخلت فرنسا وبريطانيا في حرب بحرية غير مُعلنة في قارة أمريكا الشمالية، ففي مايو، غزا 2,000 جندي بريطاني مستعمرة فرنسا في أمريكا الشمالية، وفي يونيو أسرت البحرية الملكية ما يُقرب من 300 سفينة صيد فرنسية بطواقمها قبالة شاطئ نيوفندلاند، وذلك بهدف إضعاف الاقتصاد الفرنسي ومنع البحرية فرنسا من تجنيد البحارة المُحنكين. أشعل غزو الجنود البروسيين لساكسونيا في أغسطس عام 1756 فتيل ما يُعرف بحرب السنوات السبع. دعمت فرنسا النمسا وروسيا في حملة برية ضد بروسيا، وشنت أكبر حملة لها ضد بريطانيا في البحر وفي المستعمرات الأمريكية.
وبحلول عام 1759 لم ينتصر أي حلف على الآخر في البر أو البحر على حد سواء. فقد واجهت كلٌ من فرنسا وبريطانيا صعوبات شديدة في تمويل تلك الحرب. ففي عام 1759خصصت فرنسا 60% من إيراداتها في تسديد ديون الحرب، ما أدى إلى عجز اقتصادي شديد. أثقلت تلك الحرب كاهل البحرية الفرنسية بصفة خاصة، لا سيما وأنها كانت تفتقر إلى عقيدة متماسكة وإلى قائد مؤهل ذي خبرة على عكس ما كان يتسم به وزير الدولة للبحرية، نيكولا رينيه بيرير، الذي كان يعمل قائدًا للشرطة في السابق. ومن ناحية أخرى باءت جهود بريطانيا الحربية في الأعوام الثلاثة الأولى من الحرب بالفشل. واعتبارًا من صيف عام 1757 وُضعت جهود بريطانيا الحربية تحت تصرف ويليام بيت الذي فرض إستراتيجية حازمة ومنسقة. انطوت تلك الاستراتيجية على تسخير القوات البحرية والاستعمارية لطرد الفرنسيين من أمريكا الشمالية وتخريب حركة التجارة البحرية الفرنسية، إلى جانب تشتيت جهود فرنسا بين حربها مع بروسيا في أوروبا ومحاولة الدفاع عن أراضيها الشاسعة فيما وراء البحار. وبحلول عام 1759 أثمرت تلك الخطة عن نتائجها المرجوة.

## خطط الغزو

### التصور

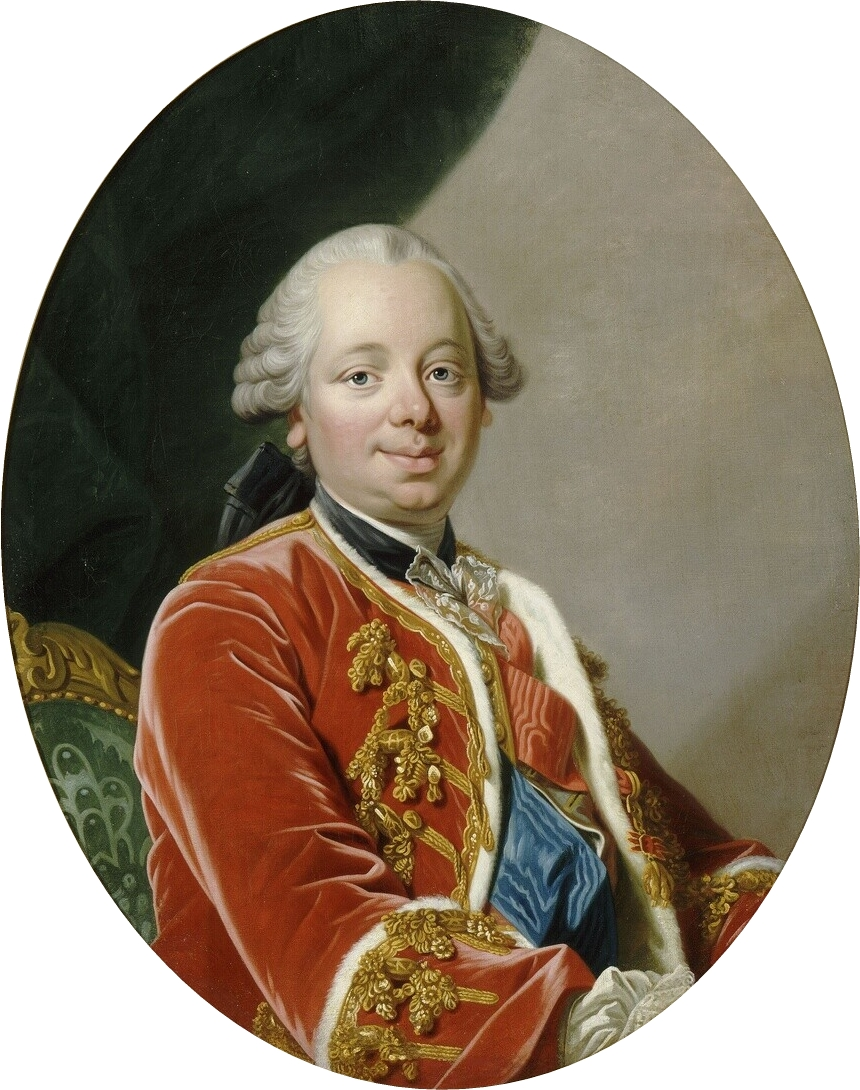
إيتان دي شواسيول

أول من خطط لهذا الغزو إيتان دي شواسيول الذي أصبح وزير الخارجية الفرنسي في ديسمبر 1758، وكان رئيس الوزراء الفعلي لفرنسا في فترة الغزو المخطط له. أراد دي شواسيول أن يشن مبادرة جريئة لهزيمة بريطانيا في الحرب بخطوة واحدة. فقد جُرحت الكبرياء الفرنسية في العام السابق من الهزيمة التي أوقعها البريطانيون بفرنسا في حصار لويسبورغ والغارات التي شنها البريطانيون على الساحل الفرنسي في عام 1758 مثل غارة شيربورغ. دعمت بريطانيا حليفها الوحيد بروسيا دعمًا ماديًا وعسكريًا لإنقاذها من الغرق اعتبارًا من عام 1756. عكف شواسيول في الفترة التي عمل فيها وزيرًا للخارجية على قلب هذا الوضع.
أبدى شواسيول اهتمامه بفكرة غزو فرنسا لبريطانيا. أدرك شواسيول أن قوة بريطانيا كانت تكمن في سلاحها البحري، وعليه رأى أنه إذا تمكنت قوة فرنسية كبيرة بما فيه الكفاية من أن تعبر القناة الإنجليزية دون أن يعترض طريقها أحد فقد تتغلب على قوات البر البريطانية الأضعف منها. تخلى شواسيول في البداية عن فكرة الاستعانة بالسفن الحربية لنقل الجنود لأنه كان يرى أن إخراج جميع السفن الحربية من ميناء بريست المُحاصر سوف تتسبب في تأخير لا داعي منه وقد يؤدي ذلك إلى كارثة. خشي شواسيول من أن يلقى الأسطول الفرنسي نفس مصير الأسطول الإسباني. اضطر الفرنسيون للتخلي عن خطة غزو بريطانيا السابقة في عام 1744.
كان تصور شواسيول عن الخطة بسيط نسبيًا، وهو عبور القناة الإنجليزية بواسطة أسطول بحري كبير من سفن النقل تحمل على متنها 100,000 جندي وإنزالهم على شاطئ جنوب إنجلترا. وكانت السرعة عنصرًا حيويًا في تلك الخطة. ولذا كان من المخطط أن يظل الأسطول الفرنسي ساكنًا حتى تهب الرياح المواتية لعبور السفن الفرنسية على وجه السرعة، وظن الفرنسيون حينها أن بإمكانهم أن يتغلبوا على القوات البريطانية الباقية في بريطانيا فور وصولهم وإنهاء الحرب. تمكن شواسيول من التغلب على الآراء المعارضة في مجلس الوزراء الفرنسي ووافق المجلس على تلك الخطة باعتبارها حجر الأساس للاستراتيجية الفرنسية لعام 1759 ومحاولة للاستيلاء على إمارة هانوفر.

### الرد البريطاني

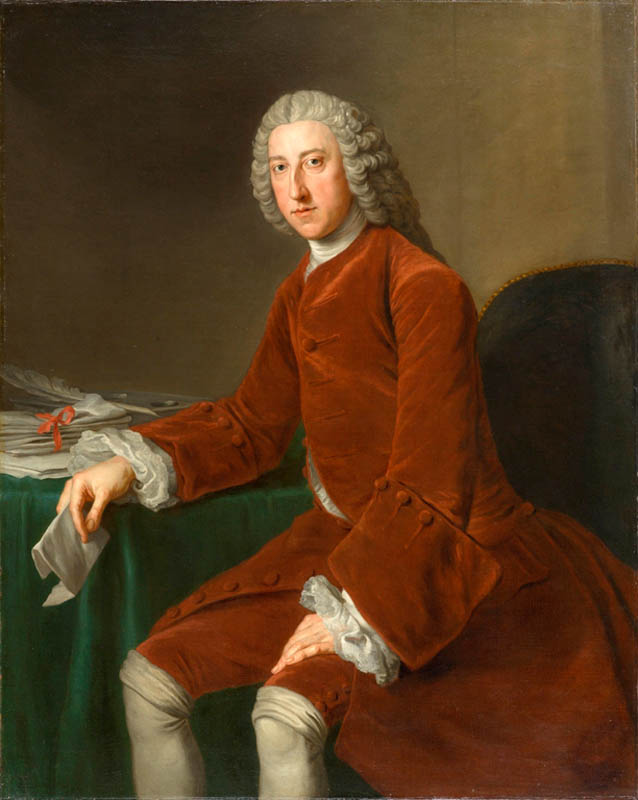
ويليام بيت

علمت بريطانيا بأمر تلك التطورات من خلال شبكة قوية من العملاء السريين والجواسيس. وفي 19 فبراير اجتمع مجلس وزراء الحرب البريطاني في منزل اللورد أنسون لمناقشة الغزو الفرنسي المحتمل. واجه كلٌ من ويليام بيت ورئيس الوزراء دوق نيوكاسل تلك الأخبار بتفاؤل شديد. وطرح المجلس عدة اقتراحات مثل إرسال الجنود إلى جزيرة وايت، ولكنهم أجمعوا في النهاية على أن الاستراتيجية القائمة بالفعل كافية للتعامل مع هذا الخطر المحتمل. لم تخطط بريطانيا لسحب قواتها من ألمانيا ولم تطلب إرسال جنود هانوفر للدفاع عن بريطانيا.
عزم بيت على إرسال حملات استكشافية للمستعمرات الفرنسية حول العالم، وقد آتت تلك السياسة أكلها بالفعل، ولكنها حرمت بريطانيا من القوات اللازمة للدفاع عنها من غزو أوروبي. ولذلك أصدرت الحكومة قانون الميليشيا الذي آل إلى تشكيل ميليشيا كبيرة للدفاع عن بريطانيا. لم تُختبر قدرات تلك القوات حينها، ولكنها زودت بريطانيا بقوة أكبر بالمقارنة بجيشها الاعتيادي وحده. قدّر الجنرال ليغونير عدد الجنود المستعدين لمقاومة نزول الجنود الفرنسيين على الشواطئ بنحو 10,000 جندي.
شددت بريطانيا على حصارها للموانئ الفرنسية الرئيسية طيلة عام 1759 بقيادة الأميرال إدوارد هوك. وقد أثبتت تلك السياسة نجاحها في حرمان فرنسا من المؤن القادمة من المستعمرات وإحباط معنويات الفرنسيين. تمكن البريطانيون من مواصلة الحصار بفضل تحسن طريقة نقل المؤن، وهو الأمر الذي عجزت عنه بريطانيا في السابق. أدرك البريطانيون أن أي غزو فرنسي محتمل لا بد وأنه سيتطلب إخراج الأسطول الفرنسي من بريست، ورغم ذلك راقب البريطانيون نقاط الرحيل الأخرى المحتملة من كثب.